# ألدريش بيلي
ألدريش بيلي (بالإنجليزية: Aldrich Bailey) هو منافس ألعاب قوى أمريكي، ولد في 6 فبراير 1994 في دالاس في الولايات المتحدة.

## وصلات خارجية
- ألدريش بيلي على موقع الاتحاد الدولي لألعاب القوى (الإنجليزية)
- ألدريش بيلي على موقع الاتحاد الأمريكي لسباقات المضمار والميدان (الإنجليزية)